# PS, The Preventive Maintenance Monthly
PS, The Preventive Maintenance Monthly (en español: PS, el mantenimiento preventivo mensual) es una serie de boletines técnicos del Ejército de los Estados Unidos publicados desde junio de 1951 en forma de revista mensual y en estilo cómic para ilustrar los métodos adecuados de mantenimiento preventivo. El título de la revista deriva de ser un post scriptum de manuales técnicos y de otras guías de mantenimiento publicadas previamente.

## Origen: revistaArmy Motors
El Ejército había experimentado cierto grado de aceptación y éxito con la publicación de carácter instructivo Army Motors durante la Segunda Guerra Mundial, para la que contó con el cabo Will Eisner, un reconocido escritor, artista y editor de cómics, que había sido designado para dibujar personajes como el soldado Joe Dope, parecido a Beetle Bailey, la cabo «by the book» Connie Rodd, parecida a Lauren Bacall, y el sargento mayor Half-Mast McCanick.
Eisner dejó el Ejército como suboficial para crear American Visuals Corporation, una compañía de arte gráfico por contrato. En respuesta a una necesidad de instrucción repentina de la tropa en cuestiones de mantenimiento al comienzo de la guerra de Corea, el Ejército contrató a American Visuals Corporation para crear material de instrucción, similar al trabajo de Eisner en Army Motors, para la nueva publicación del Cuerpo de Artillería del Ejército, la revista PS, The Preventive Maintenance Montly, que acabó reemplazando a Army Motors en 1951.

## Producción dePS

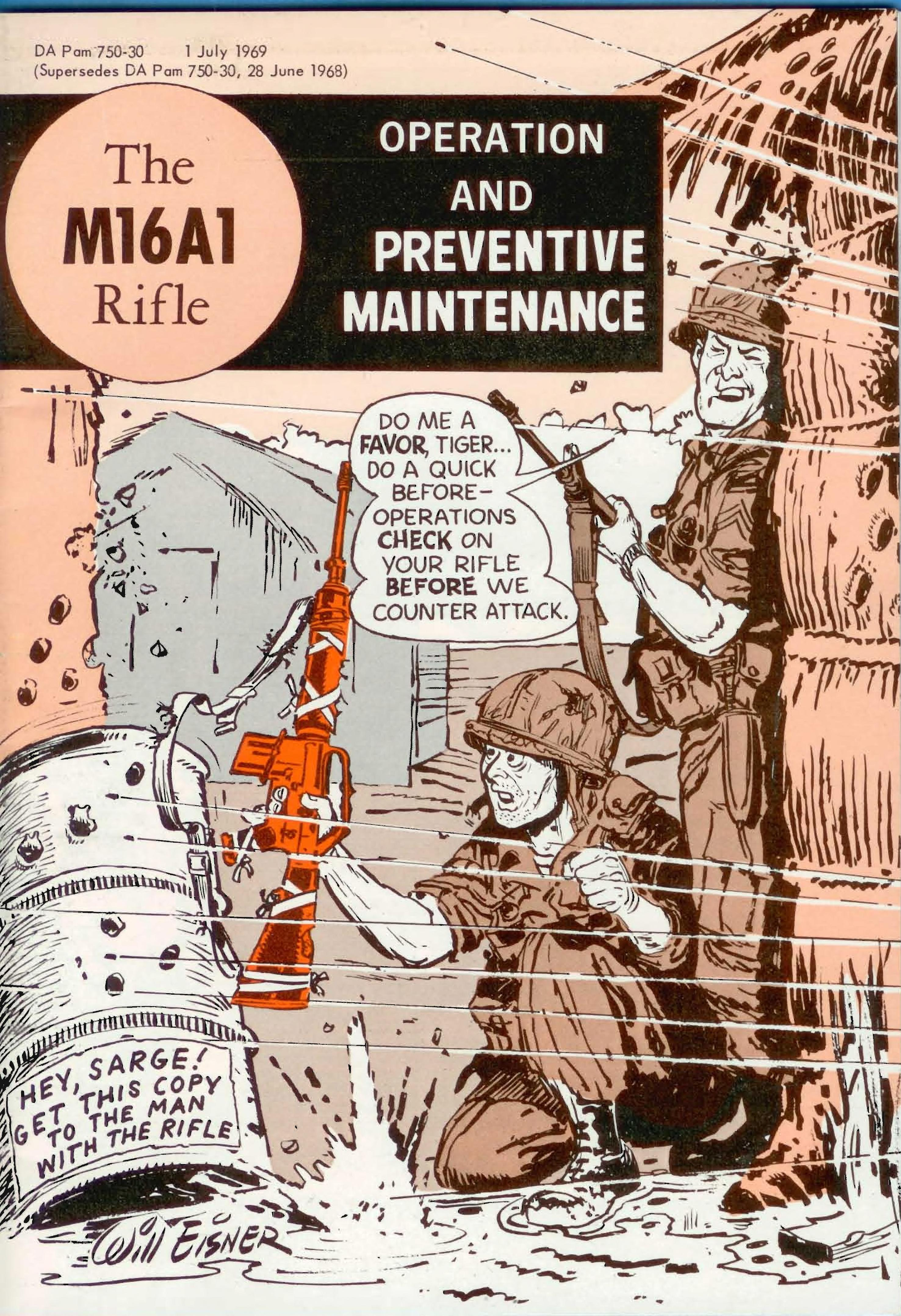
En 1968 y 1969, Eisner ilustró The M16A1 Rifle (DA PAM 750-30) como un número independiente de PS, específicamente para abordar problemas relacionados con el entonces nuevo fusil M16 tal como se desplegó en Vietnam.

Eisner fue el director artístico de la publicación desde su creación hasta finales de 1971. La lista de artistas que han participado en la revista incluye al propio Eisner, a Murphy Anderson, Joe Kubert, Dan Spiegle, Scott Madsen, Malane Newman, Alfredo Alcalá y Mike Ploog. Desde sus inicios, la revista ha sido escrita, documentada y editada por civiles del Departamento del Ejército.  
La revista se publica en formato digest con una portada de cuatro colores y dos colores planos, y continuidad. La continuidad consiste en una historia corta contada mediante el uso de una serie de viñetas como cualquier historieta convencional, a menudo con un tema tomado de la ficción popular.
La oficina central de la revista PS se encontraba en Aberdeen Proving Ground, Maryland, desde abril de 1951 hasta enero de 1955, cuando se trasladó a Raritan Arsenal, Nueva Jersey. Fue trasladada nuevamente en octubre de 1962 a Fort Knox, Kentucky . Permaneció allí hasta julio de 1973, cuando de su sede se mudó a Lexington, Kentucky. En junio de 1993, se trasladó finalmente a su sede actual en Redstone Arsenal, Alabama. La producción en papel finalizó con la edición de junio de 2017; ahora solo se publica a través de aplicaciones informáticas (formato APP). 
También se produjeron al estilo de PS los folletos del Departamento del Ejército 750-30 (sobre el fusil M16) y 750-31 (sobre el Gama Goat), así como numerosos carteles, como el 750-78 (sobre el papel del liderazgo de los reclutas en el mantenimiento preventivo), en algunos casos utilizando los mismos personajes de la revista.

## Personajes

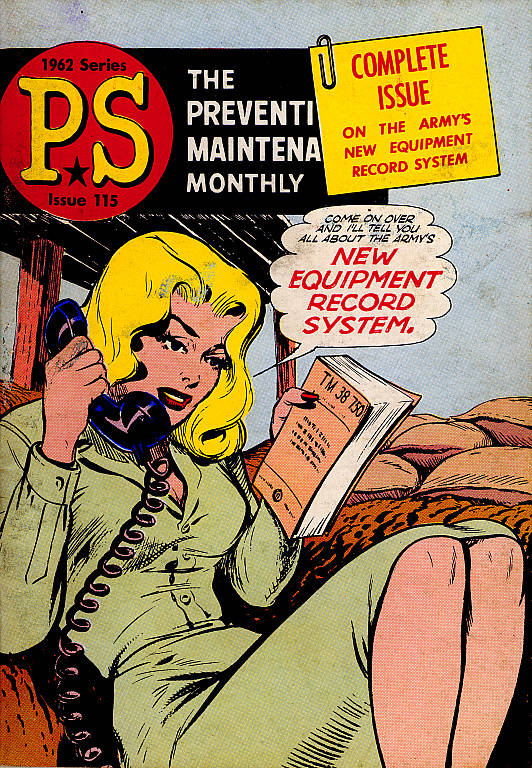
El personaje Connie Rodd en la portada del número 115 de PS, publicado en 1962.

El sargento mayor Half-Mast y la cabo Connie Rodd (ahora civil), así como Privates Dope y Fosgnoff fueron traídos por Eisner desde Army Motors. Los patosos personajes Dope y Fosgnoff servían como aviso de advertencia, mientras que Half-Mast proporcionaba orientación técnica directa.
Tras las quejas del Ejército sobre los errores de Dope y Fosgnoff, ambos personajes fueron eliminados permanentemente en 1955. A medida que otros elementos de apoyo y servicio de combate se unieron a la revista, se agregaron nuevos personajes para representar problemas específicos de cada rama del ejército: el personaje Bull Dozer para los ingenieros en 1954, Percy the Skunk para el Cuerpo Químico en 1960, Windy Windsock (y más tarde Benjamin «Rotor» Blade) para la aviación en 1962, y Macon Sparks para el Cuerpo de Señales en 1977. Para servir mejor a un grupo demográfico diversificado entre el público militar, en 1970 se agregó una mujer civil afroamericana, Bonnie, y un sargento de intendencia hispano, Pablo Hablo, presentado en 1993, aunque fue retirado solo cinco años después al ser percibido como un estereotipo racial. En 2001, On-Line Warrior se unió al equipo de PS para comunicar información sobre recursos en línea.

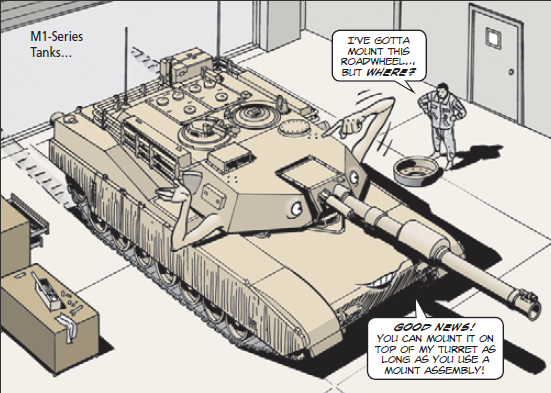
Una ilustración típica de PS dando publicidad a una nueva información: los tripulantes de los tanques M1 ahora pueden montar una rueda de carretera sobre la torreta de su tanque antropomórfico gracias a la disponibilidad de un nuevo tipo de ensamblaje de montaje.

Desde la década de 1950 hasta la década de 1970, los personajes de Connie y Bonnie se presentaban como «cheesecake» dirigidas a los soldados, en su mayoría hombres, para facilitarles interesarse en el uso de los PS. Tras una mayor presencia de mujeres en el Ejército y a instancias de la congresista Bella Abzug, así como de los senadores William Proxmire y Orrin Hatch, la revista actualizó a Connie y Bonnie en marzo de 1980 adoptando una forma más sencilla y profesional.
Sherry Steward ha opinado que el antropomorfismo del equipo militar en la revista ayuda a los lectores militares a «construir relaciones serias con la tecnología... el equipo personificado a menudo refleja emociones de ira, tristeza, miedo y felicidad para atraer al sentido de responsabilidad del lector». A través de expresiones faciales, del lenguaje corporal y del diálogo, el equipo antropomorfizado reacciona a la actividad de los soldados, creando empatía entre los encargados del mantenimiento del equipo del Ejército.